# Université technologique de Tampere
L'université technologique de Tampere (UTT, finnois : Tampereen teknillinen yliopisto ou TTY) était une université qui se trouvait dans le quartier de Hervanta à Tampere en Finlande.

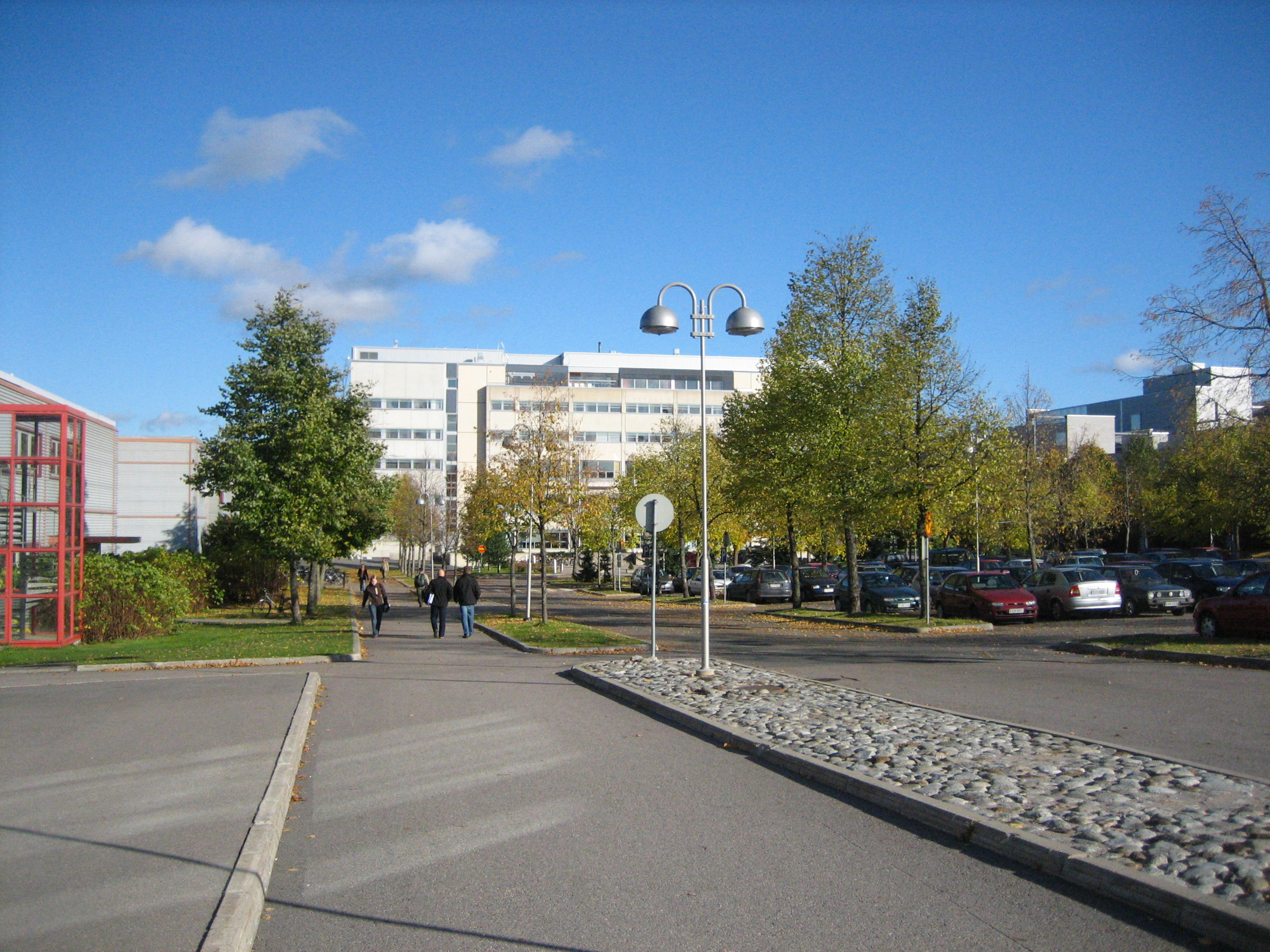
Le campus à l'automne.

C'était la seconde plus grande université finlandaise des sciences de l'ingénierie.

## Objectifs
Le but officiel de l'université de Tampere est de s'investir dans la recherche et de fournir une formation de haut niveau dans son domaine. La recherche, menée par quelque 1 800 membres de la faculté et de son personnel, se concentre principalement sur les sciences appliquées et a souvent eu d'étroites relations avec différentes entreprises (comme Nokia).
Depuis 1986, l'université est partenaire du parc scientifique Hermia construit à proximité.
Le budget annuel de l'université approche les 120 millions d'euros. Comme toutes les universités finlandaises, TUT est financée par l'État.

## Histoire
Depuis la fin du XIXe siècle, Tampere a été un important centre industriel en Finlande. L'institut technique de Tampere a formé des ingénieurs pour l'industrie nationale depuis 1911, mais le véritable haut lieu de l'éducation supérieure technologique était l'université technologique d'Helsinki. Dans les années 1950, la ville de Tampere commença activement à remédier à cette situation, tout d'abord en inaugurant en 1955 une bibliothèque scientifique municipale. Cette bibliothèque formera plus tard le noyau des bibliothèques de la UTT et de la faculté de médecine de Tampere. En 1960, la ville réussi à persuader la petite université privée Yhteiskunnallinen korkeakoulu de quitter Helsinki pour Tampere. Quelques années plus tard, cette université devint l'Université de Tampere
L'inauguration de l'université technologique de Tampere fut l'une des grandes étapes qui permirent à la ville d'apporter l'éducation supérieure à la région. L'université fut fondée en 1965 en tant que satellite de l'Université technologique d'Helsinki et obtint le statut d'université indépendante en 1972. Le Syndicat Étudiant de l'Université Technologique de Tampere (Tampereen teknillisen yliopiston ylioppilaskunta, TTYY) fut aussi créé.
En 2003, l'université changea son nom finnois TTKK (Tampereen teknillinen korkeakoulu) pour TTY (Tampereen teknillinen yliopisto) afin de la distinguer des écoles polytechniques (Institut de technologie) qui ne sont pas reconnues comme universités par la loi finlandaise.
En 2019, l'universite a été composite avec l'Université de Tampere pour former une nouvelle Université de Tampere.

## Formations
(janvier 2015).

### Undergraduate (licence-master)
L'université propose des diplômes de tekniikan kandidaatti (licence) en technologie ou en architecture et des diplomi-insinööri (master) (le système est similaire au supérieur français, à savoir: 3 ans pour la licence et 2 de plus pour le master).
Les étudiants mettent en moyenne 7 ans à finir leurs études, cette moyenne est calculée en prenant en compte le fait que la plupart des étudiants de sexe masculin (76 % du corps étudiant) doit effectuer son service militaire (de 6 à 12 mois) avant d'obtenir son diplôme.
Masters disponibles en finnois :
- Technologie, Développement urbain durable
- Architecture
- Génie de l'Automation
- Biotechnologie
- Génie civil
- Sciences de la communication et de l'électronique
- Électrotechnique
- Technologie environnementale et énergétique
- Génie industriel et gestion
- Information et gestion des connaissances
- Technologies de l'information et de la communication
- Science des matériaux
- Génie des textiles
- Génie mécanique
- Science et ingénierie

Masters disponibles en anglais :
- Génie biomédical
- Commerce et technologie
- Automation des machines
- Science des matériaux
- Traitement du signal
- Science et génie écologique